# Waglers Lanzenotter
Waglers Lanzenotter (Tropidolaemus wagleri), auch Tempelotter oder Waglers Bambusotter genannt, ist eine Grubenotter (Crotalinae) und zählt innerhalb der Familie der Vipern (Viperidae) zur Gattung Tropidolaemus. Erstmals wissenschaftlich beschrieben wurde die Art im Jahre 1827 von dem deutschen Naturwissenschaftler Friedrich Boie. Im Englischen wird sie als Wagler's Pit Viper bezeichnet.
Waglers Lanzenotter ist nach dem deutschen Herpetologen und Zoologen Johann Georg Wagler benannt.

## Merkmale
Weibchen der Waglers Lanzenotter erreichen eine Körperlänge von über einem Meter, maximal bis 1,3 Meter. Sie sind kräftig gebaut und recht schlank wirkend. Männchen dieser Art sind mit maximal knapp 0,8 Metern deutlich kleiner und etwas schlanker als die Weibchen. Die Färbung des Körpers ist vom Alter der Tiere abhängig. Während Jungtiere grün, weiß und rötlich braun gesprenkelt sind und ein braunes Band über dem Auge verlaufend aufweisen, sind adulte, das heißt ausgewachsene, Weibchen schwarz in ihrer Grundfärbung, an den Flanken geht das Schwarz in einen Grünton über und der gesamte Körper ist mit einem variablen Muster aus Flecken, Barren und Bändern gezeichnet. Männchen sind zumeist weniger variabel gefärbt, oft grün mit rötlichen Querstreifen. Aus bestimmten Regionen sind sogar brillantgrüne bis türkisfarbene Individuen bekannt. Die Bauchschuppen sind bei den meisten Exemplaren gelb. Allgemein zählt die Palette von Waglers Lanzenotter an Farben und Mustern zu den breitesten unter den Schlangen. Der herzförmige und wuchtige Kopf der Viper setzt sich stark vom Rest des Körpers ab, er wirkt bei ausgewachsenen Tieren äußerst kantig und ist zur Schnauzenspitze zu etwas aufgeworfen. Über die hochliegenden, grünlichen Augen, welche eine vertikal geschlitzte Pupille besitzen, zieht sich in der Regel ein schwarzes Band, es reicht von der Schnauzenspitze bis zum Kiefergelenk.

## Vorkommen
Im südostasiatischen Raum ist Waglers Lanzenotter in weiten Teilen Indonesiens, auf den Philippinen, in Singapur, im südlichen Vietnam, in Thailand sowie im Westen Malaysias verbreitet. Zu den von ihr bewohnten Lebensräumen zählen allerlei feuchte Gebiete in Gewässernähe, in erster Linie tropische Tieflandwälder, Mangroven und Sumpfgebiete sowie Plantagen und teilweise auch die Wälder der Hochebenen. Im Schlangentempel von Penang werden die Vipern in großer Zahl angetroffen und geduldet.

## Lebensweise

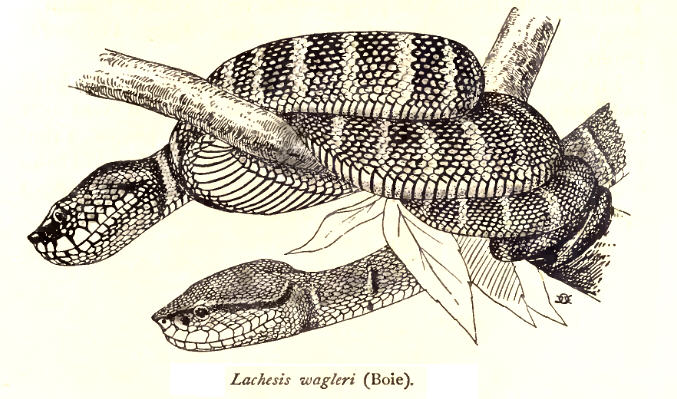
Waglers Lanzenotter: Zeichnung

Bei Waglers Lanzenotter handelt es sich um eine bei Dämmerung und Nacht aktiv werdende Schlange. Über den Tag liegt das Tier nahezu unbeweglich auf Ästen über Gewässern, oft bewegt es sich tagelang nicht von seinem Ruheplatz weg. Im Gegensatz zu etlichen verwandten Arten ist Waglers Lanzenotter eine äußerst fügsame Spezies, die beinahe nur dann zubeißt, wenn sie in große Bedrängnis gerät und alles andere als aggressiv zu sein scheint. Allerdings ist ihr Biss, wie auch der aller anderen Lanzenottern, blitzschnell, der Name „Lanzenotter“ leitet sich vom schnellen Vorstoß des Vorderkörpers beim Angriff ab – wie eine Lanze. Im buddhistischen Schlangentempel in Penang nehmen die Touristen die Viper auf den Arm und lassen sich damit fotografieren, Bisse sind wohl von dort noch keine bekannt geworden.
Waglers Lanzenotter ist ovovivipar, das heißt, das Weibchen bildet nach der Kopulation Eier mit dünnen Hüllen aus, die Jungschlangen schlüpfen allerdings bereits im Mutterleib aus den Eiern und kommen lebend zur Welt. Ein Wurf kann zwischen 15 und 41 Jungschlangen umfassen. Die juvenilen Lanzenottern sind wesentlich agiler, als die erwachsenen. Sie gehen gelegentlich sogar auf dem Boden in hohem Gras auf die Jagd.
Die ruhige Art, die neben Waglers Lanzenotter nur wenige andere südostasiatische Grubenottern an den Tag legen, macht sie zu einem beliebten Exoten für die Terraristik. Allerdings ist sie in Gefangenschaft ein schlechter Fresser; nicht zuletzt deswegen sollte ihre Haltung nur erfahrenen Experten und zoologischen Gärten vorbehalten bleiben.

### Ernährung
Zu dem Beutespektrum von Waglers Lanzenotter zählen insbesondere viele Arten von Eidechsen, Froschlurchen, Vögeln und Kleinsäugern, beispielsweise aus der Gruppe der Nagetiere. Im Schlangentempel frisst die Viper offensichtlich auch Hühnereier. Die Beute wird mit dem Grubenorgan als Infrarotbild, ihr Geruch über das Jakobson'sche Organ im Gaumen wahrgenommen, mit einem Giftbiss betäubt und schlangentypisch im Ganzen heruntergeschlungen.

## Schlangengift
Waglers Lanzenotter zählt als Grubenotter und Viper zu den Giftschlangen, sie besitzt einklappbare Röhrengiftzähne, über die das Gift injiziert wird. Ihr Gift wirkt in erster Linie als koagulatives Toxin, es schädigt also die Blutgerinnungsmechanismen und kann zu Thrombosen und Embolien führen. Des Weiteren liegt eine zytotoxische Wirkung vor, es lässt also auch Gewebe (vor allem Muskelgewebe) absterben. Infolge der Muskulaturschädigung kann eine Schädigung der Nieren durch Zusetzung der Kapillare mit toten Muskelzellen nicht ausgeschlossen werden. Allgemein ist aber über die Wirkung des Giftes von Waglers Lanzenotter auf den Menschen nicht viel bekannt, da bisher kaum Bisse verzeichnet oder wissenschaftlich wahrgenommen wurden. Zwar gilt ein Biss dieser Art als weniger gefährlich und für erwachsene Menschen als kaum tödlich, er wäre dennoch unumgänglich medizinisch versorgen zu lassen.